# Ivan Tors
Ivan Tors (Budapest, 12 giugno 1916 – Mato Grosso, 4 giugno 1983) è stato un produttore cinematografico, sceneggiatore e regista ungherese, noto soprattutto per alcune produzioni cinematografiche di genere fantascientifico degli anni cinquanta e per la sua relazione sentimentale con l'attrice Constance Dowling che sposò nel 1955.
Nato con il nome di battesimo di Ivan Lawrence Tors a Budapest, studiò all'Università di Budapest e dopo aver scritto numerose sceneggiature nel suo paese natale, si trasferì negli Stati Uniti poco prima della Seconda guerra mondiale. Dopo aver prestato servizio prima nell'aviazione americana e poi nella Office of Strategic Services (OSS), il precursore della CIA, si appassionò al cinema e si diede alla sceneggiatura di pellicole molto anticonformiste per l'epoca, quali Canto d'amore (1947) e Prego sorrida (1950).
Appassionato da sempre al genere fantascientifico, coltivò il sogno di creare pellicole di fantascienza in controtendenza alla cinematografia dell'epoca, incentrata su una visione aggressiva e orrorifica di possibili civiltà extratterestri, in favore di una visione più legata al realismo scientifico. A tale scopo fondò, insieme all'attore Richard Carlson, la casa cinematografica A-Films, la cui prima produzione fu la pellicola Il mostro magnetico del (1953) per la regia di Curt Siodmak. Nel 1954 produsse la pellicola Attacco alla base spaziale U.S. grazie alla quale conobbe l'attrice Constance Dowling che sposò nel 1955. Nel 1955 fu la volta di Esploratori dell'infinito con Herbert Marshall per la regia di Richard Carlson, che dimostra tutta la verve immaginativa di Tors e Carlson, utile spesso a colmare la scarsa disponibilità finanziaria con cui producevano le loro pellicole.
Quando Tors concepì una sceneggiatura in cui si ipotizzava la creazione di un satellite costruito dall'uomo, ciò suscitò la derisione delle maggiori case di produzione cinematografiche. Tuttavia Tors non si diede per vinto e, non vedendo accolto il suo progetto dal cinema, si indirizzò alla televisione, grazie alla quale inaugurò la serie televisiva di fantascienza Science Fiction Theatre, con cadenza settimanale, grazie alla quale poté realizzare il suo progetto, insieme ad altre sceneggiature di fantascienza considerate poco appetibili dalle case cinematografiche.
Dopo aver riscosso un notevole successo Tors progettò una nuova serie televisiva dal titolo Sea Hunt che iniziò a essere trasmessa dal 1958 ed aveva come protagonista l'attore Lloyd Bridges. Anche quest'ultima serie televisiva ebbe un notevole successo e venne trasmessa fino al 1961 e nel 1963, grazie al notevole successo come produttore della pellicola Il mio amico delfino, tentò di proporre lo stesso personaggio in una nuova serie televisiva in dieci puntate dal titolo Flipper, la cui prima puntata uscì nel 1965.
Il successo della nuova serie spinse Tors a concentrarsi su produzioni incentrate su animali come protagonisti, realizzando così la nuova pellicola dal titolo Clarence, il leone strabico del 1965 per la regia di Andrew Marton.
Nel 1966 e fino al 1969 Tors produsse e sceneggiò la serie televisiva Daktari con Marshall Thompson nel personaggio del Dottor Marsh Tracy per un totale di 42 episodi. Il personaggio di Marsh Tracy era già stato protagonista della pellicola Clarence, il leone strabico, ambientato anch'esso, come la serie televisiva, in Africa, ispirandosi al personaggio reale del veterinario A.M. "Toni" Harthoorn e del suo ospedale per animali a Nairobi e annovera nel cast una giovanissima Erin Moran nella parte dell'orfana Jenny Jones.
Essendo un amante degli animali, Ivan Tors si adoperò per organizzare una fondazione con lo scopo di creare una riserva per proteggere gli animali in estinzione, dando così vita al parco naturale Africa U.S.A. in California, per un totale di circa 260 acri.
Dopo aver prodotto numerosi episodi pilota per serie televisive che non riscontrarono successo, Tors tornò alla produzione cinematografica, ma morì poco dopo nel 1983 nel Mato Grosso in Brasile.

## Filmografia
- Canto d'amore (Song of Love) di Clarence Brown (1947)
- La saga dei Forsyte (That Forsyte Woman) di Compton Bennett (1949)
- I fidanzati sconosciuti (In the Good Old Summertime) di Robert Z. Leonard (1949)
- Prego sorrida! (Watch the Birdie) di Jack Donohue (1950)
- Tempesta sul Tibet (Storm Over Tibet) di Andrew Marton (1952)
- Il mostro magnetico (The Magnetic Monster) di Curt Siodmak (1953)
- Il muro di vetro (The Glass Wall) di Maxwell Shane (1953)
- Il 49º uomo (The 49th Man) di Fred F. Sears (1953)
- Esploratori dell'infinito (Riders to the Stars) di Richard Carlson (1954)
- Attacco alla base spaziale U.S. (Gog) di Herbert L. Strock (1954)
- Taxi da battaglia (Battle Taxi) di Herbert L. Strock (1955)
- Unidentified Flying Objects: The True Story of Flying Saucers di Winston Jones (1956)
- Gli artigli degli abissi (Underwater Warrior) di Andrew Marton (1958)
- L'uomo e la sfida (The Man and the Challenge) - serie TV (1959-1960)
- Il mio amico delfino (Flipper) di James B. Clark (1963)
- Flipper contro i pirati (Flipper's New Adventure) di Leon Benson (1964)
- Agguato nella savana (Rhino!) (1964) (come regista)
- La zebra in cucina (Zebra in the Kitchen) (1965) (come regista)
- I conquistatori degli abissi (Around the World Under the Sea) di Andrew Marton (1966)
- Birds Do It di Andrew Marton (1966)
- Namu, the Killer Whale di László Benedek (1966)
- Cowboy in Africa (Africa: Texas Style), regia di Andrew Marton (1967)
- Il gigante buono (Gentle Giant) di James Neilson (1967)
- Igloo Uno - Operazione Delgado (Daring Game) di László Benedek (1968)
- L'incredibile casa in fondo al mare (Hello Down There) di Jack Arnold (1969)
- Escape From Angola di Leslie H. Martinson (1989) (come attore)